# Stardust Boys
Stardust Boys é um álbum coletânea musical de Hironobu Kageyama com 14 músicas suas feitas para anime ou tokusatsu, incluindo grandes sucessos como músicas para Dragon Ball Z, Os Cavaleiros do Zodíaco e Esquadrão Relâmpago Changeman. Foi lançada em 21 de março de 1992 pela Columbia Records.

## Recepção
O site CD Journal disse "O antigo membro do LAZY amadureceu em um grande cantor de anisons. Ou talvez esse era seu chamado. Ouça uma canção de heróis que só pode ser cantada por uma garganta treinada em rock pesado!"

## Faixas
| N.º            | Título                                                | Letras          | Música                           | Arranjo        | Duração |  |
| 1.             | "Hikari no Tabi" (de Dragon Ball Z)                   | Dai Sato        | Chiho Kiyooka                    | Kenji Yamamoto | 6:14    |  |
| 2.             | "Cha-La Head-Cha-La" (de Dragon Ball Z)               | Yukinojo Mori   | C. Kiyooka                       | K. Yamamoto    | 3:20    |  |
| 3.             | "Tobikkiri no Saikyou tai Saikyou" (de Dragon Ball Z) | D. Sato         | C. Kiyooka                       | K. Yamamoto    | 3:47    |  |
| 4.             | "Soldier Dream" (de Os Cavaleiros do Zodíaco)         | Natsumi Tadano  | Hiroaki Matsuzawa                | BROADWAY       | 3:37    |  |
| 5.             | "Blue Dream" (de Os Cavaleiros do Zodíaco)            | Eiko Kyo        | Hironobu Kageyama e Kenichi Sudo | BROADWAY       | 4:13    |  |
| 6.             | "Stardust Boys" (de Uchuusen Sagittarius)             | Yuu Aku         | Kisaburo Suzuki                  | Kazuya Izumi   | 2:58    |  |
| 7.             | "Yume Kounen" (de Uchuusen Sagittarius)               | Y. Aku          | K. Suzuki                        | K. Izumi       | 3:59    |  |
| 8.             | "Dengeki Sentai Changeman" (de Changeman)             | Yoshiaki Sagara | Katsuo Ohno                      | Tatsumi Yano   | 3:00    |  |
| 9.             | "NEVER STOP Changeman" (de Changeman)                 | Y. Sagara       | K. Ohno                          | T. Yano        | 3:05    |  |
| 10.            | "Hikari Sentai Maskman" (de Maskman)                  | Masao Urino     | Daisuke Inoue                    | Daito Fujita   | 3:27    |  |
| 11.            | "Dashite Miyou ze! Aura Power" (de Maskman)           | Saburo Yatsude  | H. Kageyama                      | Goro Ohmi      | 4:05    |  |
| 12.            | "Ai no Soldier" (de Maskman)                          | M. Urino        | D. Inoue                         | D. Fujita      | 3:24    |  |
| 13.            | "Choujin Sentai Jetman" (de Jetman)                   | Toyohisa Araki  | Gouji Tsuno                      | G. Tsuno       | 3:17    |  |
| 14.            | "Kokoro wa Tamago" (de Jetman)                        | T. Araki        | G. Tsuno                         | K. Yamamoto    | 3:54    |  |
| Duração total: | Duração total:                                        | Duração total:  | Duração total:                   | Duração total: | 52:20   |  |